# Сайдиева, Луиза Гайбиллаевна
Луиза Сайдиева (род. 17 марта 1994, Шымкент) — казахстанская лучница, выступающая в соревнованиях по стрельбе из олимпийского лука. В составе казахстанской сборной по стрельбе из лука она участвовала в чемпионате мира, чемпионате Азии, Азиатских играх и Олимпийских играх.

## Карьера
Луиза Сайдиева родилась 17 марта 1994 года.
В 2014 году выступала на Азиатских играх в Инчхоне. Занимая после рейтингового раунда 22 место с 1297 очками, в первом матче плей-офф она победила монгольскую лучницу Бишиндээгийн Урантунгалаг, но затем уступила будущей финалистке Чхан Хе Джин из Южной Кореи. 
На чемпионате мира 2015 года в Копенгагене показала лишь 86-й результат в рейтинговом раунде и в первом же матче плей-офф уступила 27-й сеяной Елене Рихтер из Германии.
По итогам чемпионата Азии, который проходил в Бангкоке, Сайдиева получила олимпийскую лицензию, заняв девятое место. По ходу турнира она победила иранскую лучницу Захру Дегханабнави 6:2, затем в перестрелке оказалась сильнее Чхве Ок Силь из КНДР, но на стадии 1/8 финала уступила Хон Су Нам из Южной Кореи.
Сайдиева была включена в сборную Казахстана на летние Олимпийские игры 2016 года в Рио-де-Жанейро. Луиза участвовала в личном первенстве, где в предварительном раунде набрала 625 очков, заняв 36 место в рейтинге. В матче первого раунда плей-офф против украинки Анастасии Павловой Луиза потерпела поражение 0:6.
Луиза Сайдиева приняла участие на Азиатских играх 2018 года в Джакарте, но уже в первом раунде плей-офф уступила вьетнамке Тхи Нгуен.